# Абель, Аруна
Аруна Шепердсон Абель (10 августа 1806, Ист-Провиденс, Род-Айленд — 19 апреля 1888, Балтимор, Мэриленд) — американский издатель из Новой Англии, работавший в Пенсильвании и Мэриленде. Родился в Ист-Провиденсе, изучал газетный бизнес, будучи подмастерьем в газете Providence Patriot. После работы в газетах Бостона и Нью-Йорка стал соучредителем Public Ledger в Филадельфии, а позже независимо основал The Sun в Балтиморе; обе дешевые газеты были ориентированы на рабочий класс. Абель и его потомки продолжали владеть изданием The Sun как семейным бизнесом вплоть до 1910 года.
Абель известен как издатель-новатор в газетном бизнесе, использующий новые системы и технологии: службу экспресс-доставки Pony express для доставки новости из Нового Орлеана, использует телеграф для передачи новостей о первой американо-мексиканской войне и новый тип печатных станков, изобретённых Ричардом Марчем Хоу.

## Биография
Абелл родился 10 августа 1806 года в Ист-Провиденсе, штат Род-Айленд, в семье квартирмейстера Калеба Абеля и Илоны Шепердсон, которые происходили из семей английских эмигрантов; семья его отца была родом из Стейпенхилла, графство Дербишир (ныне часть Стаффордшира). В 14 лет, после окончания школы, работал клерком в розничной торговле, специализировавшейся на товарах из Вест-Индии, прежде чем в 1822 году стал подмастерьем в газете Providence Patriot. Работал подмастерьем печатника в Бостоне и Нью-Йорке.
В Нью-Йорке он познакомился с двумя другими молодыми журналистами, Азарией Х. Симмонсом и Уильямом Мозли Суэйном, и они стали друзьями. Вместе они решили заняться бизнесом и основали так называемую «газету за пенни». В то время большинство газет были связаны с политической партией или с деловыми интересами. Например, газета Абеля в Балтиморе была тесно связана с Демократической партией; Абелю предложили политическое назначение в результате его работы в ней. «Газеты за пенни» в то время были относительно новым явлением. Зародившись в Англии, они сделали газеты доступными для рабочего класса, в то время как другие существующие газеты были слишком дорогими для многих потребителей. Поскольку в Нью-Йорке уже было несколько дешевых газет, Абель, Симмонс и Суэйн основали свою газету в Филадельфии, где было меньше конкуренции, и начали издавать газету Public Ledger в Нью-Йорке в 1836 году. В течение 2 лет Public Ledger поглотила своего ближайшего конкурента, Philadelphia Transcript. При Абеле Public Ledger продолжала привлекать рабочий класс как дешевая газета; он сосредоточился на сенсационных историях и скандалах.
В следующем году Абелл убедил своих партнеров поддержать его финансово, чтобы основать газету за пенни и в Балтиморе, где в то время выпускалось несколько более дорогих газет по шесть пенсов за штуку. Они согласились, поскольку он пообещал лично руководить новым предприятием. 17 мая 1837 года Абель опубликовал свой первый четырёхстраничный номер-таблоид The Sun. Хотя это была независимая газета, редакция The Sun придерживалась идеалов джексонианской демократии, которые отстаивал президент Эндрю Джексон. Вскоре в качестве девиза каждого номера стала использоваться фраза «Свет для всех», а в заголовке появилась характерная «виньетка» (иллюстрированный логотип), которая используется до сих пор. Газета быстро стала пользоваться успехом; в течение года её тираж удвоился (12 000 экземпляров) по сравнению с тиражом её ближайшего конкурента.
В 1838 году Абель женился на вдове Мэри Фокс Кэмпбелл. У них родились дети.
К 1850 году дела пошли настолько хорошо, что Абель поручил архитектору Джеймсу Богардусу спроектировать новое здание для газеты; оно должно было иметь чугунный фасад. На протяжении XIX века в Балтиморе было несколько газет. Многие из них были откровенно партийными, например, прореспубликанская Baltimore American (она была основана на первой городской еженедельной газете в 1773 году, реорганизована в 1799 году). The Sun уделяла больше внимания светским новостям. Несмотря на то, что изначально газета была дешевой, к концу XIX-го века The Sun завоевала репутацию газеты, которую предпочитали представители высшего класса Балтимора. К 1864 году Абель стал единоличным владельцем The Sun и продал свою долю в Public Ledger своему деловому партнёру Суэйну.
Абель был пионером в использовании технологий и различных транспортных систем для передачи и доставки новостей. Чтобы как можно быстрее получать новости от своих репортёров, он использовал Pony express, дилижансы, поезда, корабли и даже почтовых голубей. Во время американо-мексиканской войны он совместно с издателями New Orleans Daily Picayune организовал новый маршрут pony express из Нового Орлеана. С помощью этой системы он узнал о победе США в мексиканском Веракрусе раньше официальных лиц в Вашингтоне; он отправил сообщение президенту. Он был первым газетчиком, который использовал телеграф, когда передавал послание президента Джона Тайлера от 11 мая 1846 года, и он был первым, кто купил новый тип печатных станков, изобретённых Ричардом Марчем Хоу.. Почтовые голуби были частью сети, которую Абель создал совместно с другой газетой в Нью-Йорке; они доставляли сообщения между Нью-Йорком, Филадельфией, Балтимором и Вашингтоном, а также с прибывающих судов. Они были вытеснены телеграфом. Отдел новостей Абеля получал зарубежные новости запутанным путём. Новости из Европы доставлялись в Галифакс, на корабле; оттуда их доставляли по суше на пони-экспрессе в Аннаполис-Ройял, Северная Каролина, пароходом в Портленд, а затем по железной дороге в Балтимор. Преодолев расстояние почти в тысячу миль, новость была доставлена из Галифакса в Балтимор чуть более чем за два дня. В последующие годы Эйбелл поддерживал пионера телеграфного дела Сэмюэля Морзе и помогал финансировать строительство телеграфных линий в Балтиморе.
К началу гражданской войны в США Абель увеличил тираж The Sun до 30 000 экземпляров. Он оставался владельцем The Sun вплоть до своей смерти в Балтиморе 19 апреля 1888 года. Абель похоронен на Балтиморском кладбище Грин-Маунт.
Трое его сыновей и их внуки сохраняли контроль над газетой до 1910 года. В результате финансовой реструктуризации бывшего партнерства «Абель-Суэйн-Симмонс» в реорганизованную компанию A.S. Abell Company газета была выведена из-под контроля семьи. Также были проданы банк-вкладчик и трастовая компания, которыми они владели в течение трёх десятилетий.

## Наследие
Baltimore Sun продолжает оставаться известной городской, региональной и национальной газетой в Соединенных Штатах, отмеченной наградами. Как её основатель, Абель посмертно подвергся критике со стороны противников позиций, занимаемых редакцией газеты. Например, сенатор штата Генри Герберт Бэлч осудил Абеля во время обструкции законодательства, разрешающего строительство моста через Чесапикский залив в 1949 году.